# 1021
Năm 1021 là một năm trong lịch Julius.